# Monodecus admirandus
Monodecus admirandus är en fjärilsart som beskrevs av Paul E. Whalley 1976. Monodecus admirandus ingår i släktet Monodecus och familjen Thyrididae. Inga underarter finns listade i Catalogue of Life.